# Mahovnjače
Mahovnjače (Mahovine, Bryophyta, sensu lato) biljni odljeljak (divizija) koji čini skupinu najjednostavnije građenih kopnenih biljaka stablašica (Cormophyta). Cijela je skupina zastupljena s oko 23.000 vrsta, od kojih su neke kozmopolitski rasprostranjene, dok su druge ograničene na pojedina mikrostaništa i zahtijevaju specifične životne uvjete.

## Osnovna obilježja
Baš kao i druge kopnene biljke, mahovine su se prilagodile životu na kopnu: voštana kutikula zaštita je od dehidracije, kroz puči se odvija izmjena plinova, a zigota im ostaje zaštićena unutar ženskog spolnog organa (arhegonija) razvijajući se u mnogostanični embrij. Mahovine s kopnenim biljkama dijele još neka značajna obilježja: parenhimske su građe, a životni ciklus im se sastoji od heteromorfne i heterofazne izmjene generacija. Ipak, mahovine imaju i neka specifična obilježja koja ne nalazimo kod drugih kopnenih biljaka, što ih uistinu čini posebnom biljnom skupinom. One su nevaskularne biljke, što znači da nemaju provodnog sustava u obliku floema i ksilema, za opskrbu vodom i hranjivim tvarima. Stoga sve mahovine mogu upijati vodu čitavom površinom tijela. Mahovinama također nedostaje unutarnji potpornji sustav, jer im stanična stijenka ne sadrži tvrdu tvar lingin, oubičajeno prisutnu u stanicama provodnog tkiva stablašica na višem stupnju razvoja. Vegetativno tijelo mahovina nije diferencirano u tri osnovna dijela: korijen, stabljiku i list, koje nalazimo u ostalih stablašica, već postoje analogne tvorevine. Umjesto korijena, većina mahovina ima tanke, dlačicama nalik cjevčice, koje nalazimo i kod algi, a nazivaju se rizoidi. Njima se tijelo mahovine učvršćuje za podlogu te opskrbljuje hranjivim tvarima iz tla. Dio koji odgovara stabljici naziva se stabalce. Dok umjesto listova kod mahovina govorimo o listićima (filoidima). S obzirom na izgled stabalca mahovine se mogu podijeliti u dvije skupine:
1. talozne mahovine, koje imaju talozno tijelo nalik algama; ono nije razlučeno na stabalce i listiće, već je krpasto i poleglo te pomoću rizoida pričvršćeno za podlogu;
2. foliozne mahovine kod kojih je vegetativno tijelo razlučeno na stabalce i listiće, a umjesto korijena također imaju rizoide. Za razliku od ostalih biljaka stablašica, mahovine imaju jedinstven životni ciklus u kojem je vegetativno zeleno tijelo biljke gametofit odnosno spolna generacija, te je kao takav dominantan u odnosu na sporofit ili nespolnu generaciju.

Maleni sporofit, koji nema posebne asimilacijske organe, parazitira na gametofitu te je fiziološki potpuno ovisan o njemu. Kod odvedenijih stablašica situacija se pak bitno mijenja, prisutan je trend smanjivanja gametofita te istovremenog razvoja sporofita u dominantnu generaciju. Zbog svih navedenih obilježja mahovine se uobičajeno smatraju svojevrsnom prijelaznom skupinom između steljnjača (Thallophyta) i stablašica (Cormophyta).

## Životni ciklus
Na haploidnom gametofitu mahovina razvijaju se spolni organi – gametangiji – među kojima se razlikuju muški (anteridiji) i ženski (arhegoniji). Oni, ovisno o vrsti mahovine, mogu biti zajedno na istoj biljci (jednodomne) ili odvojeno na zasebnim muškim i ženskim biljkama (dvodomne mahovine). Također, gametangiji mogu doći pojedinačno ili se nalaziti u skupinama. U anteridijima mitozom nastaju brojne muške spolne stanice – spermatozoidi – s dva biča, dok se u svakom arhegoniju razvija po jedna jajna stanica. Za nastavak životnog ciklusa od presudne je važnosti voda, koja omogućuje da bičasti spermatozoidi dođu do arhegonija i oplode jajnu stanicu, pri čemu nastaje diploidna zigota, a od nje dalje mitotičkim diobama embrij. Iz embrija izraste sporofit, koji se kod mahovina naziva sporogon, a sastoji se od dva osnovna dijela: noge (haustorija) i sporangija, dok treći dio – držak ili seta – može i ne mora biti prisutan. Noga je posebna struktura, kojom je sporofit pričvršćen za gametofit. Na nju se kod nekih vrsta mahovina nadovezuje držak, koji može biti kratak ili dugačak, krut ili elastičan, a ima ulogu u rasprostranjivanju spora. Na vrhu sporofita nalazi se sporangij, koji je u razvijenijih mahovina građen u obliku tobolca. U njemu redukcijskom diobom nastaju haploidne spore, koje se sazrijevanjem sporofita i pucanjem tobolca otpuštaju te na vlažnom tlu iskliju u posebnu zelenu nitastu strukturu – prokličnicu ili protonemu. Na njoj se stvaraju pupovi iz kojih se potom mitotičkim diobama razviju nova vegetativna tijela mahovina – haploidni gametofiti. O broju pupova protoneme ovisit će izgled i gustoća mahovine. Zbog specifičnog životnog ciklusa, mahovine se ne šire po zauzetom teritoriju jako brzo, no imaju tendenciju zajedničkog rasta, prekrivajući poput finog zelenog tepiha podlogu za koju su pričvršćene. Kod mahovina je prisutno i nespolno razmnožavanje fragmentacijom vegetativnog tijela, ili stvaranjem vegetativnih rasplodnih tjelešaca u posebnim organima (obilježje mahovina jetrenjarki).

## Klasifikacija
Bryophyta sensu lato (u širem smislu) grupa su nevaskularnih embriofitnih biljaka. Danas se zna da je parafiletska grupa, iako se odnosi unutar nje još uvijek ne slažu u svim  filogenetskim analizama.  One su sastavljene od monofiletnih grupa:
- Bryophyta sensu stricto (u užem smislu)  ili mahovine;
- Marchantiophyta ili jetrenjarke;
- Anthocerotophyta ili antocerote.

|  | Bryophyta sensu stricto                                           |
|  |                                                                   |
|  | \| \| Anthocerotophyta \| \| \| \| \| \| Tracheophyta \| \| \| \| |
|  |                                                                   |
|  | Anthocerotophyta                                                  |
|  |                                                                   |
|  | Tracheophyta                                                      |
|  |                                                                   |

|  | Anthocerotophyta |
|  |                  |
|  | Tracheophyta     |
|  |                  |

|  | Bryophyta sensu stricto                                           |
|  |                                                                   |
|  | \| \| Anthocerotophyta \| \| \| \| \| \| Tracheophyta \| \| \| \| |
|  |                                                                   |
|  | Anthocerotophyta                                                  |
|  |                                                                   |
|  | Tracheophyta                                                      |
|  |                                                                   |

|  | Anthocerotophyta |
|  |                  |
|  | Tracheophyta     |
|  |                  |

Podjela Bryophyta sensu stricto odnosi se posebno na mahovine. Oni su grupirane u osam razreda, a njihovi filogenetski odnosi su sljedeći:
|  | Bryopsida                                                          |
|  |                                                                    |
|  | \| \| Polytrichopsida \| \| \| \| \| \| Oedipodiopsida \| \| \| \| |
|  |                                                                    |
|  | Polytrichopsida                                                    |
|  |                                                                    |
|  | Oedipodiopsida                                                     |
|  |                                                                    |

|  | Polytrichopsida |
|  |                 |
|  | Oedipodiopsida  |
|  |                 |

|  | Bryopsida                                                          |
|  |                                                                    |
|  | \| \| Polytrichopsida \| \| \| \| \| \| Oedipodiopsida \| \| \| \| |
|  |                                                                    |
|  | Polytrichopsida                                                    |
|  |                                                                    |
|  | Oedipodiopsida                                                     |
|  |                                                                    |

|  | Polytrichopsida |
|  |                 |
|  | Oedipodiopsida  |
|  |                 |

|  | Bryopsida                                                          |
|  |                                                                    |
|  | \| \| Polytrichopsida \| \| \| \| \| \| Oedipodiopsida \| \| \| \| |
|  |                                                                    |
|  | Polytrichopsida                                                    |
|  |                                                                    |
|  | Oedipodiopsida                                                     |
|  |                                                                    |

|  | Polytrichopsida |
|  |                 |
|  | Oedipodiopsida  |
|  |                 |

|  | Bryopsida                                                          |
|  |                                                                    |
|  | \| \| Polytrichopsida \| \| \| \| \| \| Oedipodiopsida \| \| \| \| |
|  |                                                                    |
|  | Polytrichopsida                                                    |
|  |                                                                    |
|  | Oedipodiopsida                                                     |
|  |                                                                    |

|  | Polytrichopsida |
|  |                 |
|  | Oedipodiopsida  |
|  |                 |

|  | Bryopsida                                                          |
|  |                                                                    |
|  | \| \| Polytrichopsida \| \| \| \| \| \| Oedipodiopsida \| \| \| \| |
|  |                                                                    |
|  | Polytrichopsida                                                    |
|  |                                                                    |
|  | Oedipodiopsida                                                     |
|  |                                                                    |

|  | Polytrichopsida |
|  |                 |
|  | Oedipodiopsida  |
|  |                 |

|  | Bryopsida                                                          |
|  |                                                                    |
|  | \| \| Polytrichopsida \| \| \| \| \| \| Oedipodiopsida \| \| \| \| |
|  |                                                                    |
|  | Polytrichopsida                                                    |
|  |                                                                    |
|  | Oedipodiopsida                                                     |
|  |                                                                    |

|  | Polytrichopsida |
|  |                 |
|  | Oedipodiopsida  |
|  |                 |

|  | Bryopsida                                                          |
|  |                                                                    |
|  | \| \| Polytrichopsida \| \| \| \| \| \| Oedipodiopsida \| \| \| \| |
|  |                                                                    |
|  | Polytrichopsida                                                    |
|  |                                                                    |
|  | Oedipodiopsida                                                     |
|  |                                                                    |

|  | Polytrichopsida |
|  |                 |
|  | Oedipodiopsida  |
|  |                 |

|  | Bryopsida                                                          |
|  |                                                                    |
|  | \| \| Polytrichopsida \| \| \| \| \| \| Oedipodiopsida \| \| \| \| |
|  |                                                                    |
|  | Polytrichopsida                                                    |
|  |                                                                    |
|  | Oedipodiopsida                                                     |
|  |                                                                    |

|  | Polytrichopsida |
|  |                 |
|  | Oedipodiopsida  |
|  |                 |

|  | Bryopsida                                                          |
|  |                                                                    |
|  | \| \| Polytrichopsida \| \| \| \| \| \| Oedipodiopsida \| \| \| \| |
|  |                                                                    |
|  | Polytrichopsida                                                    |
|  |                                                                    |
|  | Oedipodiopsida                                                     |
|  |                                                                    |

|  | Polytrichopsida |
|  |                 |
|  | Oedipodiopsida  |
|  |                 |

|  | Bryopsida                                                          |
|  |                                                                    |
|  | \| \| Polytrichopsida \| \| \| \| \| \| Oedipodiopsida \| \| \| \| |
|  |                                                                    |
|  | Polytrichopsida                                                    |
|  |                                                                    |
|  | Oedipodiopsida                                                     |
|  |                                                                    |

|  | Polytrichopsida |
|  |                 |
|  | Oedipodiopsida  |
|  |                 |

|  | Bryopsida                                                          |
|  |                                                                    |
|  | \| \| Polytrichopsida \| \| \| \| \| \| Oedipodiopsida \| \| \| \| |
|  |                                                                    |
|  | Polytrichopsida                                                    |
|  |                                                                    |
|  | Oedipodiopsida                                                     |
|  |                                                                    |

|  | Polytrichopsida |
|  |                 |
|  | Oedipodiopsida  |
|  |                 |

|  | Bryopsida                                                          |
|  |                                                                    |
|  | \| \| Polytrichopsida \| \| \| \| \| \| Oedipodiopsida \| \| \| \| |
|  |                                                                    |
|  | Polytrichopsida                                                    |
|  |                                                                    |
|  | Oedipodiopsida                                                     |
|  |                                                                    |

|  | Polytrichopsida |
|  |                 |
|  | Oedipodiopsida  |
|  |                 |

|  | Bryopsida                                                          |
|  |                                                                    |
|  | \| \| Polytrichopsida \| \| \| \| \| \| Oedipodiopsida \| \| \| \| |
|  |                                                                    |
|  | Polytrichopsida                                                    |
|  |                                                                    |
|  | Oedipodiopsida                                                     |
|  |                                                                    |

|  | Polytrichopsida |
|  |                 |
|  | Oedipodiopsida  |
|  |                 |

|  | Bryopsida                                                          |
|  |                                                                    |
|  | \| \| Polytrichopsida \| \| \| \| \| \| Oedipodiopsida \| \| \| \| |
|  |                                                                    |
|  | Polytrichopsida                                                    |
|  |                                                                    |
|  | Oedipodiopsida                                                     |
|  |                                                                    |

|  | Polytrichopsida |
|  |                 |
|  | Oedipodiopsida  |
|  |                 |

|  | Bryopsida                                                          |
|  |                                                                    |
|  | \| \| Polytrichopsida \| \| \| \| \| \| Oedipodiopsida \| \| \| \| |
|  |                                                                    |
|  | Polytrichopsida                                                    |
|  |                                                                    |
|  | Oedipodiopsida                                                     |
|  |                                                                    |

|  | Polytrichopsida |
|  |                 |
|  | Oedipodiopsida  |
|  |                 |

|  | Bryopsida                                                          |
|  |                                                                    |
|  | \| \| Polytrichopsida \| \| \| \| \| \| Oedipodiopsida \| \| \| \| |
|  |                                                                    |
|  | Polytrichopsida                                                    |
|  |                                                                    |
|  | Oedipodiopsida                                                     |
|  |                                                                    |

|  | Polytrichopsida |
|  |                 |
|  | Oedipodiopsida  |
|  |                 |

Razredi Andreaeopsida i Andreaeobryopsida se razlikuju od ostalih po tome što imaju dvoserijske rizoide  (dva reda stanica), multiserijsku protonemu (mnogo redaka stanica) i sporangij, podijeljen s nekoliko uzdužnih linija. Većina ima kapsule koje se otvaraju na vrhu.
Razred Sphagnopsida sastoji se od dva roda: Ambuchanania i Sphagnum. Ove mahovine formiraju guste mase u tresetnim močvarama. Listovi vrsta u rodu Sphagnum imaju velike mrtve stanice, koje se izmjenjuju sa živim za  fotosintezu. Mrtve stanice pohranjuju vodu, što omogućuje da se u vodi skladišti do 20 puta veća težina; razlikuju se od ostalih razreda po gore spomenutom svojstvu i po jednom razgranavanju, talusnoj protonemi (ravna i proširena) i eksporangijom, koja se eksplozivno otvara zbog nakupljanja unutrašnjih plinova.
Razred Polytrichopsida ima listove s lamelama, svojevrsnim perajama na lišću koje pomažu u čuvanju vlage. Također se razlikuju od ostalih razreda i u drugim detaljima njihovoga razvoja i anatomije. Općenito su veće od većine ostalih mahovina, kao u slučaju Polytrichum commune, koji tvori mase visoke i do 40 cm. U stvari, najviša mahovina na Zemlji pripada vrsti ovog razreda, Dawsonia superba, podrijetlom s Novog Zelanda i Australije.
Razred Bryopsida je najraznolikija skupina; uključuje više od 95 % vrsta mahovina.

## Prave mahovine (Musci)
Prave mahovine (Musci) čine najveći i najraznolikiji razred mahovina, zastupljen s preko 10.000 vrsta. To je građom najodvedenija skupina mahovina, čiji pripadnici imaju foliozno (lisnato) stabalce pričvršćeno rizoidima za podlogu. Stabalce je kratko i ne naraste više od 10-ak cm, a prekriveno je tankim listićima spiralno raspoređenim oko osnovne osi stabalca. Svaki listić ima središnje rebro, a može biti građen od nekoliko slojeva stanica u središnjem dijelu do svega jednog sloja stanica na rubu. Kod pravih mahovina gametofit može biti jednodoman ili dvodoman s razvijenim anteridijima i arhegonijima. Anteridiji imaju kijačast izgled i u njima nastaje velik broj bičastih spermatozoida, dok su arhegoniji nalik boci, a u svakom nastaje po jedna jajna stanica. Sporofit pravih mahovina karakteristično je građen i sastoji se od noge i sporangija, dok je kod pripadnika najodvenijeg podrazreda Bryidae prisutan i držak. Sporangij, uz sporogeno tkivo iz kojeg nastaju spore, sadrži i kolumelu – stupasto, sterilno tkivo koje u sporangij dovodi vodu i hranjive tvari. Većina vrsta ima sporangij s poklopcem ili operkulumom, čijim se utvaranjem izbacuju spore. Odbacivanjem poklopca omogućeno je bubrenjem posebnih stanica koje tvore prsten ili anulus, a kod najrazvijenijih vrsta samo izbacivanje spora dodatno je regulirano peristonom. Riječ je o sustavu malih zubastih struktura koje okružuju otvor sporangija, a otvaraju se ovisno o količini vlage u zraku. Prave mahovine obitavaju u najrazličitijim staništima diljem svijeta, pri čemu vrlo često rastu kao velike busenaste nakupine koje su mnogo čvršće od pojedinačnih, nježno građenih biljčica. Na taj način nadoknađuju nedostatak čvrstih potpornih elemenata, a zbog spužvaste strukture nakupine mahovina su u stanju zadržati i određenu količinu vode, koja im je neophodna za normalno odvijanje životnog ciklusa. Iako preferiraju vlažna staništa, pa su posebice česte u tropskom području, neke vrste iz ove skupine mahovina odlično su se prilagodile životu u sušnim, pa čak i pustinjskim područjima, dok druge nastanjuju vodena staništa, poput jezera i akumulacija. Poznatije vrste ove skupine su Polytrichum vulgare (obični vlasak), koji za rast traži kiselu podlogu, te je čest i u našim kestenovim šumama, jednodomna vrsta Funaria hygrometrica, koja je široko rasprostranjena kao korov, te vrsta Andreaea petrophila, koja tvori tamnosmeđe prevlake na nevapnenačkim stijenama u planinama ili u polarnom području.

## Porodice
1. Amblystegiaceae Kindb.
2. Ambuchananiaceae A.J. Shaw
3. Amphidiaceae M. Stech
4. Andreaeaceae Dumort.
5. Andreaeobryaceae Steere
6. Anomodontaceae Kindb.
7. Archidiaceae Schimp.
8. Aulacomniaceae Schimp.
9. Bartramiaceae Schwägr.
10. Brachytheciaceae Schimp.
11. Bruchiaceae Schimp.
12. Bryaceae Schwägr.
13. Bryobartramiaceae Sainsbury
14. Bryoxiphiaceae Besch.
15. Buxbaumiaceae Schwägr.
16. Calomniaceae Kindb.
17. Calymperaceae Kindb.
18. Catagoniaceae W.R. Buck & Ireland
19. Catoscopiaceae Boulay ex Broth.
20. Cinclidotaceae Schimp.
21. Climaciaceae Kindb.
22. Cochlearidiaceae Ochyra & Mahú
23. Cryphaeaceae Schimp.
24. Cyrtopodaceae M. Fleisch.
25. Daltoniaceae Schimp.
26. Dicnemonaceae Broth.
27. Dicranaceae Schimp.
28. Diphysciaceae M. Fleisch.
29. Disceliaceae Schimp.
30. Ditrichaceae Limpr.
31. Echinodiaceae Broth.
32. Encalyptaceae Schimp.
33. Entodontaceae Kindb.
34. Ephemeraceae J.W. Griff. & Henfr.
35. Erpodiaceae Broth.
36. Eustichiaceae Broth.
37. Fabroniaceae Schimp
38. Fissidentaceae Schimp.
39. Flexitrichaceae Ignatov & Fedosov
40. Fontinalaceae Schimp.
41. Funariaceae Schwägr.
42. Gigaspermaceae Broth.
43. Grimmiaceae Arn.
44. Hedwigiaceae Schimp.
45. Helicophyllaceae Broth.
46. Heterocladiellaceae Ignatov & Fedosov
47. Hookeriaceae Schimp.
48. Hydropogonellaceae B.H. Allen
49. Hylocomiaceae M. Fleisch.
50. Hymenolomataceae Ignatov & Fedosov
51. Hypnaceae Schimp.
52. Hypnodendraceae Broth.
53. Hypopterygiaceae Mitt.
54. Lembophyllaceae Broth.
55. Leptodontaceae Schimp.
56. Lepyrodontaceae Broth.
57. Leskeaceae Schimp.
58. Leucodontaceae Schimp.
59. Leucomiaceae Broth.
60. Meesiaceae Schimp.
61. Meteoriaceae Kindb.
62. Microtheciellaceae H.A. Mill. & A.J. Harr.
63. Mitteniaceae Broth.
64. Mniaceae Schwägr.
65. Myriniaceae Schimp.
66. Myuriaceae Broth. ex M. Fleisch.
67. Neckeraceae Schimp.
68. Octoblepharaceae A. Eddy ex M. Menzel
69. Oedipodiaceae Schimp.
70. Orthorrhynchiaceae S.H. Lin
71. Orthostichellaceae Enroth, Huttunen, Tangney, M. Stech & D. Quandt
72. Orthotrichaceae Arn.
73. Phyllodrepaniaceae Crosby
74. Phyllogoniaceae Kindb.
75. Pilotrichaceae Kindb.
76. Plagiotheciaceae M. Fleisch.
77. Pleurophascaceae Broth.
78. Pleuroziopsidaceae Ireland
79. Polytrichaceae Schwägr.
80. Pottiaceae Hampe
81. Prionodontaceae Broth.
82. Pseudoditrichaceae Steere & Z. Iwats.
83. Pterigynandraceae Schimp.
84. Pterobryaceae Kindb.
85. Ptychomitriaceae Schimp.
86. Ptychomniaceae M. Fleisch.
87. Pylaisiaceae Schimp.
88. Pylaisiadelphaceae Goffinet & W.R. Buck
89. Racopilaceae Kindb.
90. Regmatodontaceae Broth.
91. Rhabdoweisiaceae Limpr.
92. Rhachitheciaceae H. Rob.
93. Rhacocarpaceae Kindb.
94. Rhizogoniaceae Broth.
95. Roellobryaceae Ochyra
96. Rutenbergiaceae M. Fleisch.
97. Schistostegaceae Schimp.
98. Scorpidiaceae Ignatov & Ignatova
99. Seligeriaceae Schimp.
100. Sematophyllaceae Broth.
101. Serpotortellaceae W.D. Reese & R.H. Zander
102. Sorapillaceae M. Fleisch.
103. Sphagnaceae Dumort.
104. Spiridentaceae Kindb.
105. Splachnaceae Grev. & Arn.
106. Splachnobryaceae A.K. Kop.
107. Stereophyllaceae W.R. Buck & Ireland
108. Streptotrichaceae R.H. Zander
109. Symphyodontaceae M. Fleisch
110. Tetraphidaceae Schimp.
111. Thamnobryaceae Margad. & During
112. Theliaceae M. Fleisch.
113. Thuidiaceae Schimp.
114. Timmiaceae Schimp.
115. Trachypodaceae M. Fleisch.
116. Tricostaceae G. Shelton, Stockey, G.W. Rothwell & Tomescu
117. Viridivelleraceae I.G. Stone
118. Wardiaceae W.H. Welch

## Vanjske poveznice
|  | Zajednički poslužitelj ima stranicu o temi Bryophytes    |
|  | Zajednički poslužitelj ima još gradiva o temi Bryophytes |